# Émile Perrin
Émile César Victor Perrin, född 9 januari 1814, död 8 oktober 1885, var en fransk teaterchef.
Perrin var ursprungligen målare, men väckte uppmärksamhet som konstkritiker och gavs tack vare politiska förbindelser efter februarirevolutionen ledningen av Opéra-Comique i Paris, som han ryckte upp till en mönsterscen. Perrin ledde denna scen 1848-57, samt en del av 1862. Mellan 1862 och 1870 var han ledare för Stora Operan i Paris, och från 1873 fram till sin död för Theatre Francais. Perrin var en av de främsta teaterledare Frankrike någonsin ägt.